# Ginny Brown-Waite

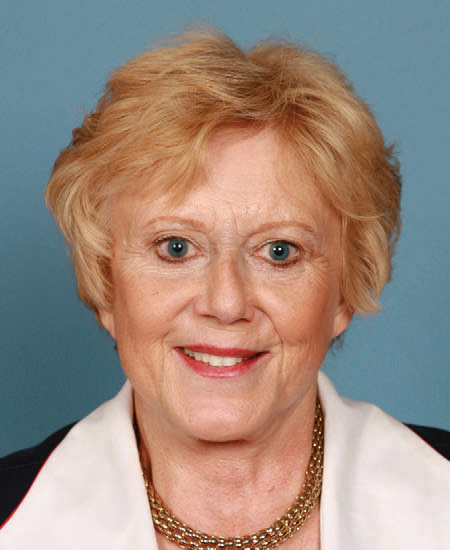
Ginny Brown-Waite (2009)

Virginia „Ginny“ Brown-Waite (* 5. Oktober 1943 in Albany, New York) ist eine US-amerikanische Politikerin. Zwischen 2003 und 2011 vertrat sie den Bundesstaat Florida im US-Repräsentantenhaus.

## Werdegang
Ginny Brown-Waite besuchte bis 1976 die State University of New York in Albany. Danach studierte sie bis 1984 am Russell Sage College in Troy und erwarb dort einen Master-Abschluss. Anschließend arbeitete sie in der Verwaltung des Senats von New York. In den 1980er Jahren zog sie in das Hernando County in Florida, wo sie zwischen 1990 und 1992 für eine Amtszeit Landrätin (County Commissioner) war. Politisch schloss sich Brown-Waite der Republikanischen Partei an. Von 1992 bis 2002 saß sie im Senat von Florida, dessen Präsidentin sie im Jahr 2000 war. Dort setzte sie sich für die Todesstrafe ein.
Bei den Kongresswahlen des Jahres 2002 wurde sie im fünften Wahlbezirk von Florida in das US-Repräsentantenhaus in Washington, D.C. gewählt, wo sie am 3. Januar 2003 die Nachfolge von Karen Thurman antrat. Nach drei Wiederwahlen konnte sie bis zum 3. Januar 2011 vier Legislaturperioden im Kongress absolvieren. Dort war sie Mitglied im Committee on Ways and Means. Außerdem gehörte sie zwei Unterausschüssen an. Sie war für ein Verbot von Online-Glücksspielen und lehnte eine Kontrolle von privatem Waffenbesitz ab.
Im Jahr 2010 verzichtete Ginny Brown-Waite aus gesundheitlichen Gründen auf eine erneute Kandidatur. Sie war mit dem inzwischen verstorbenen Harvey Waite verheiratet.